# Colisión aérea
Una Colisión aérea (en inglés: Mid-air Collision)  también conocida como Colisión en el aire, es una de las causas de los accidentes de aviación en el que dos o más aeronaves chocan en el aire, esto debido a factores internos o externos, como errores del piloto, fallas de comunicación, diferencias lingüísticas, condiciones climáticas adversas o errores del controlador de tráfico aéreo.

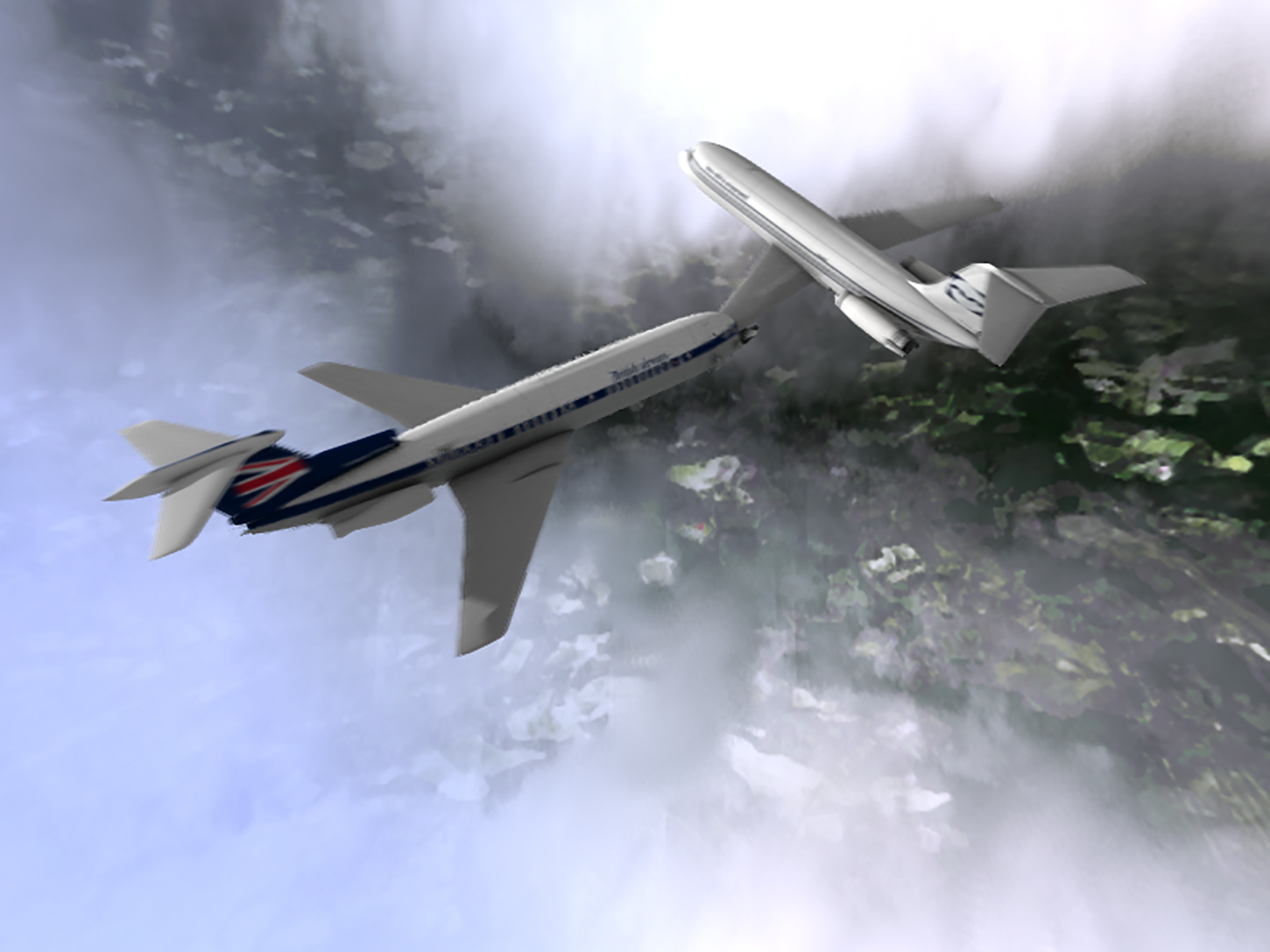
Animación de la colisión aérea sobre Zagreb de 1976.

La posibilidad de que suceda una colisión en el aire es bastante baja, pero puede suceder, aunque es una de las causas más extrañas de los accidentes aéreos, es considerablemente la más letal en la mayoría de casos, entre los factores que pueden provocar una colisión están: la desconfianza entre los pilotos, los errores de navegación, las desviaciones de los planes de vuelo, la falta de conciencia situacional y la falta o errores de sistemas de prevención de colisión. Aunque en general se trata de un fenómeno poco frecuente debido a la inmensidad del espacio abierto disponible, las colisiones suelen ocurrir cerca o en los aeropuertos, donde hay un gran número de aeronaves aproximándose para aterrizar o en el proceso de despegue que en los vuelos generales.

## Historia
La primera colisión registrada entre dos  aeronaves sucedió durante una reunión en el Circuito Aereo Milano  Internazionale entre el 24 de septiembre y el 3 de octubre de 1910 en Milán, Italia. El 3 de octubre, el francés René Thomas, que volaba el monoplano Antoinette IV, chocó con el capitán del ejército británico Bertram Dickson al embestir su biplano Farman III por la parte trasera.  Ambos pilotos sobrevivieron, pero Dickson resultó tan gravemente herido que nunca volvió a volar.
La primera colisión fatal ocurrió sobre el aeródromo de La Brayelle, Douai, Francia, el 19 de junio de 1912. El capitán Marcel Dubois y el teniente Albert Peignan, ambos del ejército francés, chocaron entre sí durante una extensa neblina matutina, matando a ambos pilotos.

## Sistema de alerta de tráfico y evasión de colisión (TCAS)
Casi todas las aeronaves modernas de gran tamaño están equipados con el  sistema de prevención de colisiones de tráfico (TCAS), diseñado para intentar evitar colisiones en el aire. El sistema, basado en las señales de los transpondedores de los aviones, alerta a los pilotos si hay riesgo o es inminente una posible colisión con otro aeronave. A pesar de sus limitaciones, se cree que ha reducido en gran medida las colisiones en el aire.

## Estados Unidos y sus incidentes militares con civiles
En algunas ocasiones, las aeronaves militares que realizan vuelos de entrenamiento chocan inadvertidamente con aeronaves civiles de pasajeros. En 1958, el vuelo 736 de United Air Lines chocó contra un avión de combate, y luego sucedió otro accidente militar-civil estadounidense un mes después, el vuelo 300 de Capitol Airlines se partió en el aire después de colisionar, esto provocó que se acelerara la firma de la Ley Federal de Aviación de 1958. La ley creó  a la Agencia Federal de Aviación (posteriormente rebautizada como Administración Federal de Aviación (FAA)) y proporcionó un control unificado del espacio aéreo para vuelos civiles y militares. En 2005, en un esfuerzo por reducir este tipo de colisiones militares-civiles en el aire en el espacio aéreo estadounidense, la División de Seguridad de Vuelo de la Guardia Nacional Aérea, dirigida por el teniente coronel Edward Vaughan, utilizó el proceso de soluciones disruptivas para crear un sitio web llamado See and Avoid. Funcionó hasta enero de 2017.